# Colldarboç
El Colldarboç és una muntanya de 477 metres que es troba al municipi de Sant Salvador de Guardiola, a la comarca catalana del Bages.
Al cim podem trobar-hi un vèrtex geodèsic (referència 280113001).